# Chromonephthea megasclera
Chromonephthea megasclera är en korallart som beskrevs av van Ofwegen 2005. Chromonephthea megasclera ingår i släktet Chromonephthea och familjen Nephtheidae. Inga underarter finns listade i Catalogue of Life.